# Les Déferlantes (téléfilm)

Les Déferlantes est un téléfilm français réalisé par Éléonore Faucher, adaptation du roman éponyme de Claudie Gallay publié en 2008, et diffusé pour la première fois le 22 novembre 2013 sur Arte France.

## Synopsis

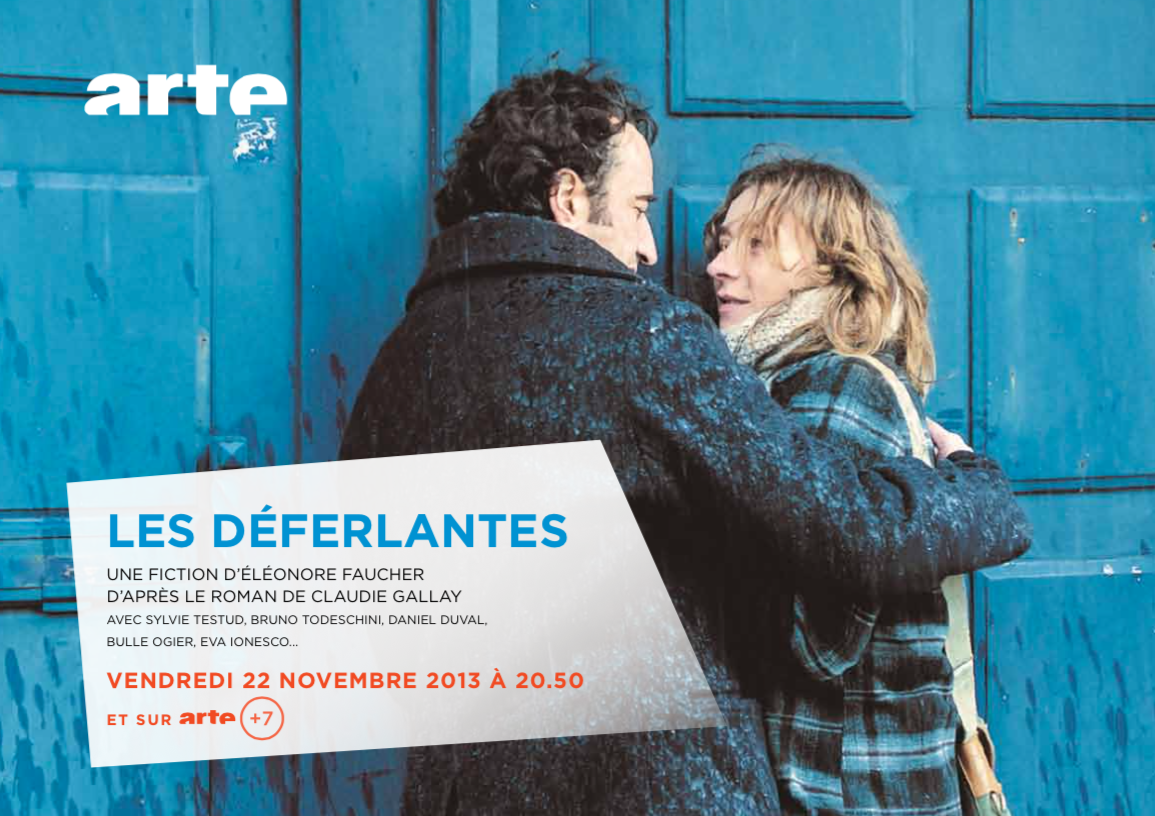
Flyer d'arte

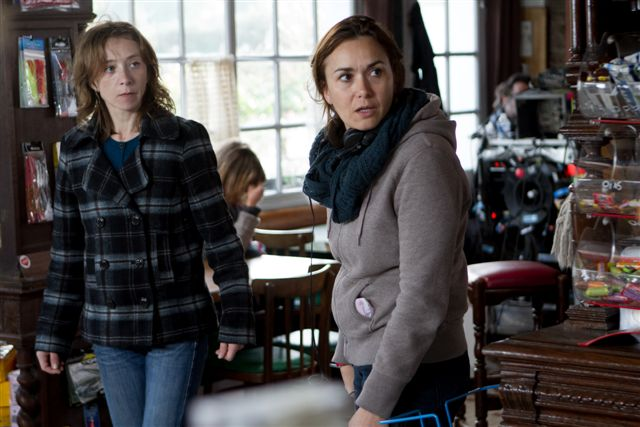
Sylvie Testud et Éléonore Faucher sur le tournage des Déferlantes.

Louise s'est réfugiée dans un petit village côtier du cap de la Hague. Elle est ornithologue. Un jour de tempête, elle rencontre Lambert qui est venu vendre la maison de sa grand-mère. Certains au village le connaissent. Peu à peu on découvre ce qui lie les personnages à cet inconnu.

## Fiche technique
- Réalisation : Éléonore Faucher
- Scénario : Éléonore Faucher et Laurent Vachaud, d'après le roman éponyme de Claudie Gallay
- Musique : Laurent Petitgand

## Distribution
- Sylvie Testud : Louise
- Bruno Todeschini : Lambert
- Daniel Duval : Théo
- Bulle Ogier : Florelle
- Eva Ionesco : Lili
- Yannick Renier : Tristan
- Lola Naymark : Morgane
- Astrid Whettnall : Allison